# 라민 레자에이안
라민 레자에이안(페르시아어: رامین رضاییان, Ramin Rezaeian, 1990년 3월 21일 ~ )는 이란의 축구 선수로, 현재 알두하일에서 카타르 스타스 리그 알사일리야로 임대되어 뛰고있다. 주 포지션은 수비수이다.